# Protosmia
Protosmia is een geslacht van vliesvleugelige insecten van de familie Megachilidae.

## Soorten
- P. asensioi Griswold & Parker, 1987
- P. burmanica (Bingham, 1897)
- P. capitata (Schletterer, 1889)
- P. decipiens (Benoist, 1935)
- P. devia Tkalcu, 1978
- P. exenterata (Pérez, 1896)
- P. glutinosa (Giraud, 1871)
- P. humeralis (Pérez, 1896)
- P. judaica (Mavromoustakis, 1948)
- P. limbata (Benoist, 1935)
- P. longiceps (Friese, 1899)
- P. luctuosa (Lucas, 1848)
- P. magnicapitis (Stanek, 1969)
- P. megaceps (Kohl, 1906)
- P. minutula (Pérez, 1896)
- P. monstrosa (Pérez, 1895)
- P. octomaculata (Pérez, 1895)
- P. paradoxa (Friese, 1899)
- P. pulex (Benoist, 1935)
- P. querquedula van der Zanden, 1994

- P. rubifloris (Cockerell, 1898)
- P. sicula (Dalla Torre & Friese, 1895)
- P. sideritis Tkalcu, 1978
- P. stelidoides (Pérez, 1895)
- P. stigmatica (Pérez, 1895)
- P. tauricola Popov, 1961
- P. tiflensis (Morawitz, 1876)